# Abu Nidal
Abu Nidal, codinome de Sabri Khalil al-Banna (Jafa, maio de 1937 — Bagdá, 16 de agosto de 2002), foi um dos militantes líderes do grupo Fatah, mais comumente conhecido por liderar a Organização Abu Nidal (ANO), voltada à defesa da causa palestina. No auge de sua atividade, nas décadas de 1970 e 1980, a ANO era considerada o mais violento dos grupos palestinos.
Abu Nidal, em língua árabe, significa "pai da luta".

## Origens
Abu Nidal Sabri al-Banna nasceu em 1937 em Jaffa, na Palestina sob mandato britânico. Seu pai foi Hajj Khalil al-Banna. Filho mais novo de sete irmãos, nasceu em uma família abastada de sua cidade, cuja riqueza provinha da citricultura. Ele e sua família deixaram sua cidade natal em 1948, após a criação do Estado de Israel. Viveu os 20 anos seguintes na Jordânia e na Arábia Saudita.

## Atuação política
Passou a integrar o grupo Fatah, um braço da Organização para a Libertação da Palestina (OLP), que lutava pela independência da Palestina frente ao domínio israelense. Em 1973, abandonou a Organização por dissidência em relação às novas políticas de Yasser Arafat, que buscava soluções moderadas e diplomáticas para a questão palestina. Desde então, fundou sua própria organização, a Organização Abu Nidal (ANO), não mais relacionada à Fatah, atuando no Iraque, Síria e, posteriormente, Líbia, recebendo suporte dos governos destes países. Em função de ataques a palestinos cuja orientação política era diferente da sua, Abu Nidal foi condenado à morte, em 1974, por um tribunal da OLP.
Seus adversários, tanto no Oriente Médio, quanto no Ocidente, atribuem a Abu Nidal e sua organização a autoria de diversos atentados contra diplomatas árabes e israelenses, além de representantes de governos do Oriente Médio e Europa. Alega-se que seus atentados incluíram  derrubada de aviões e ataques à bomba. Um dos crimes de maior repercussão que lhe foram atribuídos foi a derrubada de um avião egípcio, em 1985, o que resultou na morte de 60 pessoas. Supostamente, ele também teria comandado atentados a aeroportos em Roma e Viena, além do ataque a uma sinagoga em Istambul. Em 1991, agentes de sua organização teriam assassinado Abu Iyad, um importante membro da OLP, próximo a Arafat.
A ANO é frequentemente considerada pelo Ocidente como uma organização que jamais contou com grande por parte do povo palestino, sendo que seus membros nunca excederam algumas poucas centenas..

## Morte
Após ser expulso de diversos países e frequentemente perseguido por inimigos, Abu Nidal estabeleceu-se em Bagdá, no Iraque. Em 19 de agosto de 2002, foi encontrado morto em seu apartamento, com marcas de ferimentos à bala. Segundo fontes palestinas, ele teria cometido suicídio, embora sua morte ainda seja objeto de controvérsia.